# Steve Miller (Autor)
Steve Miller (* 31. Juli 1950 in Baltimore; † 20. Februar 2024 in Waterville) war ein US-amerikanischer Science-Fiction-Schriftsteller, vor allem bekannt durch seine Werke im Liaden-Universum, geschrieben in Zusammenarbeit mit seiner Frau Sharon Lee.

## Biografie
Miller wurde am 31. Juli 1950 in Baltimore im US-Staat Maryland geboren. Er besuchte die Franklin High School in Reisterstown, Maryland, und machte 1968 seinen Abschluss. In den späten 1960er und 1970er Jahren besuchte er die University of Maryland, Baltimore County, wo er Nachrichtenredakteur und leitender Redakteur der Campus-Zeitung The Retriever und Gründungspräsident des Infinity Circle, des ersten Science-Fiction Clubs der Universität, war.
Er war Gründungskurator der Science-Fiction-Forschungssammlung der UMBC Albin O. Kuhn Library & Gallery. Miller war viele Jahre lang aktives Mitglied des Science-Fiction-Fandoms, diente einige Jahre als Informationsdirektor der Baltimore Science Fiction Society und als stellvertretender Vorsitzender des Ausschreibungsausschusses für die Abhaltung der 38. World Science Fiction Convention in Baltimore (sie verloren gegen Boston).

## Persönliches
Miller heiratete 1975 den Science-Fiction-Fan Sue Nice aus Baltimore; sie ließen sich 1979 scheiden. Er und Sharon Lee heirateten 1980. 1988 zogen sie ins Zentrum von Maine und lebten seitdem in Winslow.
Am  20. Februar 2024 verstarb Miller im Alter von 73 Jahren in Waterville, Maine.

## Schriftsteller
1973 besuchte Miller den Clarion West Writers’ Workshop. Er verkaufte Kurzgeschichten an semiprofessionelle Märkte und schrieb für Science-Fiction-Fanzines, bevor er eine Kurzgeschichte mit dem Titel Charioteer an Amazing Stories (Ausgabe Mai 1978) verkaufte. Danach hat er Dutzende von Romanen und mehr als 50 Kurzgeschichten sowie Buchbesprechungen, Essays und andere Sachbücher veröffentlicht. Viel (wenn auch nicht alles) in Zusammenarbeit mit Sharon Lee. Er hat mit Lee auch an einigen Nicht-Liaden-Werken zusammengearbeitet. Miller schrieb auch außerhalb des Liaden-Universums. In der Hauptsache waren das Kurzgeschichten und eine große Anzahl Essays. Einige seiner Bücher erhielten den Golden Duck Award als bestes Jugend-SF-Buch.

### Haltung zu Fan-Fiction
Miller und Lee lehnten bzw. lehnen Fan-Fiction, die in ihrem Universum spielt, entschieden ab.
In Sharon Lees Worten:

“I don’t want ‘other people interpreting’ our characters. Interpreting our characters is what Steve and I do; it’s our job. Nobody else is going to get it right. This may sound rude and elitist, but honestly, it’s not easy for us to get it right sometimes, and we’ve been living with these characters ... for a very long time ... We built our universes, and our characters; they are our intellectual property; and they are not toys lying about some virtual sandbox for other kids to pick up and modify at their whim.  Steve and I do not sanction fanfic written in our universes; any such work that exists, exists without our permission, and certainly without our support.”

„Ich möchte nicht, dass unsere Figuren 'von anderen Leuten interpretiert' werden. Steve und ich sind es, die unsere Figuren interpretieren; das ist unser Beruf. Niemand sonst wird es richtig hinbekommen. Das mag unhöflich und elitär klingen, aber ehrlich gesagt fällt es selbst uns manchmal nicht leicht, es richtig hinzubekommen, und wir leben schon seit langer Zeit mit diesen Figuren. Wir haben unsere Universen und unsere Figuren aufgebaut; sie sind unser geistiges Eigentum; und sie sind kein Spielzeug, das irgendwo in einem virtuellen Sandkasten herumliegt und das andere Kinder nach Lust und Laune in die Hand nehmen und verändern dürfen. Steve und ich sind nicht mit Fan-Fiction einverstanden, die in unseren Universen geschrieben wurde. Jedes solches Werk, das existiert, existiert ohne unsere Erlaubnis und ganz bestimmt ohne unsere Unterstützung.“

## Herausgeber
Miller leitete von 1995 bis 2012 einen kleinen Presseverlag, der sich auf Sammelalben mit 2–3 Kurzgeschichten aus dem Liaden-Universum aus Büchern von ihm, Sharon Lee und anderen Autoren spezialisierte. Die von Miller und Lee unter diesem Impressum veröffentlichten Werke wurden nach Beendigung des Geschäftsbetriebs von SRM Publishers, Ltd. als E-Books in Ausgaben von Baen Books veröffentlicht.

## Auszeichnungen (Auswahl)
Miller (meist zusammen mit Lee) hat verschiedene Literaturpreise erhalten.
- 1981: Balrog Award, Short Fiction für A Matter of Ceremony (Nominierung)[5]
- 2005: Hal Clement Award für Balance of Trade (Gewinner)[6]
- 2010: Hal Clement Award für Fledgeling (Nominierung)[6]
- 2012: Skylark Award (Gewinner)[7]
- 2014: Locus Award, bester Science-Fiction-Roman für Necessity’s Child (Nominierung)[8]
- 2014: Locus Award, bester Science-Fiction-Roman für Trade Secret (Nominierung)[9]

Miller, normalerweise mit Lee, war Ehrengast oder Sondergast bei einer Reihe von Science-Fiction-Conventions, darunter:
SiliCon (1998); SheVaCon (2000, 2003); Albacon (2002); Balticon und MarsCon (2003); PortConME (2004, 2010); CONduit und Trinoc*coN (2004); Penguicon und COSine (2006); Stellarcon (2009); DucKon und Oasis (2010); ConQuesT und Chattacon (2012).

## Werk (Auswahl)

### Liaden-Universum
Alles gemeinsam mit Sharon Lee.

#### Agent of Change
- Agent of Change, Del Rey / Ballantine 1988, ISBN 0-345-34828-1.
  - Der Agent und die Söldnerin, Heyne 2007, Übersetzerin Ingrid Herrmann-Nytko, ISBN 3-453-52208-7.
- Conflict of Honors, Del Rey / Ballantine 1988, ISBN 0-345-35353-6.
  - Eine Frage der Ehre, Heyne 2007, Übersetzerin Ingrid Herrmann-Nytko, ISBN 3-453-53255-4.
- Carpe Diem, Del Rey / Ballantine 1988, ISBN 0-345-36310-8.
  - Gestrandet auf Vandar, Heyne 2007, Übersetzerin Ingrid Herrmann-Nytko, ISBN 3-453-52209-5.
- Plan B, Meisha Merlin 1999, ISBN 1-892065-09-6.
  - Flucht nach Lytaxin, Heyne 2007, Übersetzerin Ingrid Herrmann-Nytko, ISBN 3-453-52352-0.
- Local Custom, Ace Books 2002, ISBN 0-441-00911-5.
- Scout’s Progress, Ace Books 2002, ISBN 0-441-00927-1.
  - Korvals Nemesis, Atlantis 2013, Übersetzer Dirk van den Boom, ISBN 978-3-86402-064-3.
- I Dare, Meisha Merlin 2002, ISBN 1-892065-03-7.
  - Showdown für Clan Corval, Heyne 2008, Übersetzerin Ingrid Herrmann-Nytko, ISBN 3-453-52353-9.
- Mouse and Dragon, Baen 2010, ISBN 978-1-4391-3381-1.
- Alliance of Equals, Baen 2016, ISBN 978-1-4767-8148-8.

#### Adventures in the Liaden Universe
Alle Bände sind Kurzgeschichtensammlungen.
- Two Tales of Korval, SRM 1995
- Fellow Travelers, SRM 1998
- Duty Bound, SRM 2000
- Certain Symmetry, SRM 2000
- Trading in Futures, SRM 2001
- Loose Cannon, SRM 2001
- Shadows and Shades, SRM 2002
- Quiet Knives, SRM 2003, ISBN 0-9722473-4-3.
- With Stars Underfoot, SRM 2004, ISBN 0-9722473-6-X.
- Necessary Evils, SRM 2005, ISBN 0-9776639-0-6.
- Allies, SRM 2006, ISBN 978-0-9776639-4-1.
- Dragon Tide, SRM 2007, ISBN 978-0-9776639-7-2.
- Eidolon, SRM 2008, ISBN 978-1-935224-00-6.
- Halfling Moon, SRM 2009, ISBN 978-1-935224-06-8.
- Courier Run, SRM 2011
- Legacy Systems, SRM 2011
- Technical Details, Pinbeam Books 2013, ISBN 978-1-935224-99-0.
- Sleeping with the Enemy, Pinbeam Books 2016, ISBN 978-0-9966346-1-8.
- Change Management, Pinbeam Books 2017, ISBN 978-0-9966346-3-2.
- Cultivar, Pinbeam Books 2017, ISBN 978-0-9966346-6-3.
- Heirs to Trouble, Pinbeam Books 2017, ISBN 978-0-9966346-4-9.
- Degrees of Separation, Pinbeam Books 2018, ISBN 978-0-9966346-8-7.
- Fortune’s Favors, Pinbeam Books 2018, ISBN 978-1-948465-04-5.

#### Jethri Gobelyn
- Balance of Trade, Meisha Merlin 2004, ISBN 1-59222-019-3.
- Trade Secret, Baen 2013, ISBN 978-1-62579-201-3.

#### The Great Migration Duology
- Crystal Soldier, Meisha Merlin 2005, ISBN 1-59222-083-5.
- Crystal Dragon, Meisha Merlin 2006, ISBN 1-59222-087-8.

#### Theo Waitley
- Fledgling, Baen 2009, ISBN 978-1-4391-3287-6.
- Saltation, Baen 2010, ISBN 978-1-4391-3345-3.
- Ghost Ship, Baen 2011, ISBN 978-1-4391-3455-9.
- Dragon Ship, Baen 2012, ISBN 978-1-4516-3798-4.
- The Gathering Edge, Baen 2017, ISBN 978-1-4767-8218-8.
- Neogenesis, Baen 2018, ISBN 978-1-4814-8278-3.
- Accepting the Lance, Baen 2019, ISBN 978-1-982124-21-2.

Darüber hinaus schrieb das Autorenduo eine große Anzahl an Kurzgeschichten im Liaden Universum.